# Миодраг Симовић
Миодраг Симовић (Фоча, 3. новембар 1952) српски је универзитетски професор, доктор правних наука и политичар. Садашњи је судија Уставног суда Босне и Херцеговине. Бивши је судија Уставног суда Републике Српске и предсједник Министарског савјета (1991).

## Биографија
Миодраг Симовић је рођен 3. новембра 1952. године у Фочи, ФНРЈ. Завршио је правни факултет у Новом Саду, а на постдипломском студију кривичноправног смјера стекао је звање магистра 1981. године. На истом факултету одбранио је и докторску дисертацију 1985. године на тему „Органи унутрашњих послова и јавност“. Дана 24. децембра 1998. изабран је за судију Уставног суда Републике Српске и на тој функцији остао до 13. маја 2004. када је изабран за судију Уставног суда Босне и Херцеговине. У периоду од 2009. до 2012. године био је предсједник Уставног суда.
Редовни је професор Правног факултета Универзитета у Бањој Луци и Правног факултета Универзитета у Источном Сарајеву на предмету Кривично процесно право. Члан је Предсједништва Удружења правника Републике Српске.

## Радови
Проф. др Миодраг Симовић до сада је објавио 65 књига, а неке од њих су:
- Кривично процесно право Републике Српске (прва и друга књига), Бања Лука, 1997. и 1998.
- Коментар Устава Федерације Босне и Херцеговине и Устава Републике Српске, Сарајево, 2004 (коаутор).
- Практични коментар Закона о кривичном поступку Републике Српске, Бања Лука, 2005.
- Кривично процесно право — увод и општи дио, Бихаћ, 2005.
- Кривично процесно право — посебни дио, Бања Лука, 2006.
- Међународно кривично право, Бања Лука, 2007 (коаутор).

До сада је објавио више од 450 научних и стручних радова.